# Руда (Валча)
Руда (рум. Ruda) насеље је у Румунији у округу Валча у општини Будешти. Oпштина се налази на надморској висини од 217 m.

## Становништво
Према подацима из 2002. године у насељу је живело 573 становника, од којих су сви румунске националности.